# Henry Wells (canottiere)
Henry Bensley Wells (Londra, 12 gennaio 1891 – Newton Abbot, 4 luglio 1967) è stato un canottiere britannico.

## Palmarès

### Olimpiadi
- 1 medaglia:
  - 1 oro (Stoccolma 1912 nell'otto)